# Мар'янівський (ботанічний заказник)
Мар'янівський — ботанічний заказник місцевого значення в Україні. Розташований на території Казанківського району Миколаївської області, у межах Лагодівської сільської ради.
Площа — 20 га. Статус надано згідно з рішенням Миколаївської обласної ради від № 24 від 02.02.1995 року задля охорони зональних угруповань формацій.
Заказник розташований на північ від села Мар'янівка.
Територія заповідного об'єкта слугує для збереження та охорони зональних угруповань формацій ковил волосистої та Лессінга.